# Borsdorf (Saksonia)
Borsdorf – niemiecka gmina położona na terenie kraju związkowego Saksonia, w okręgu administracyjnym Lipsk, w powiecie Lipsk.

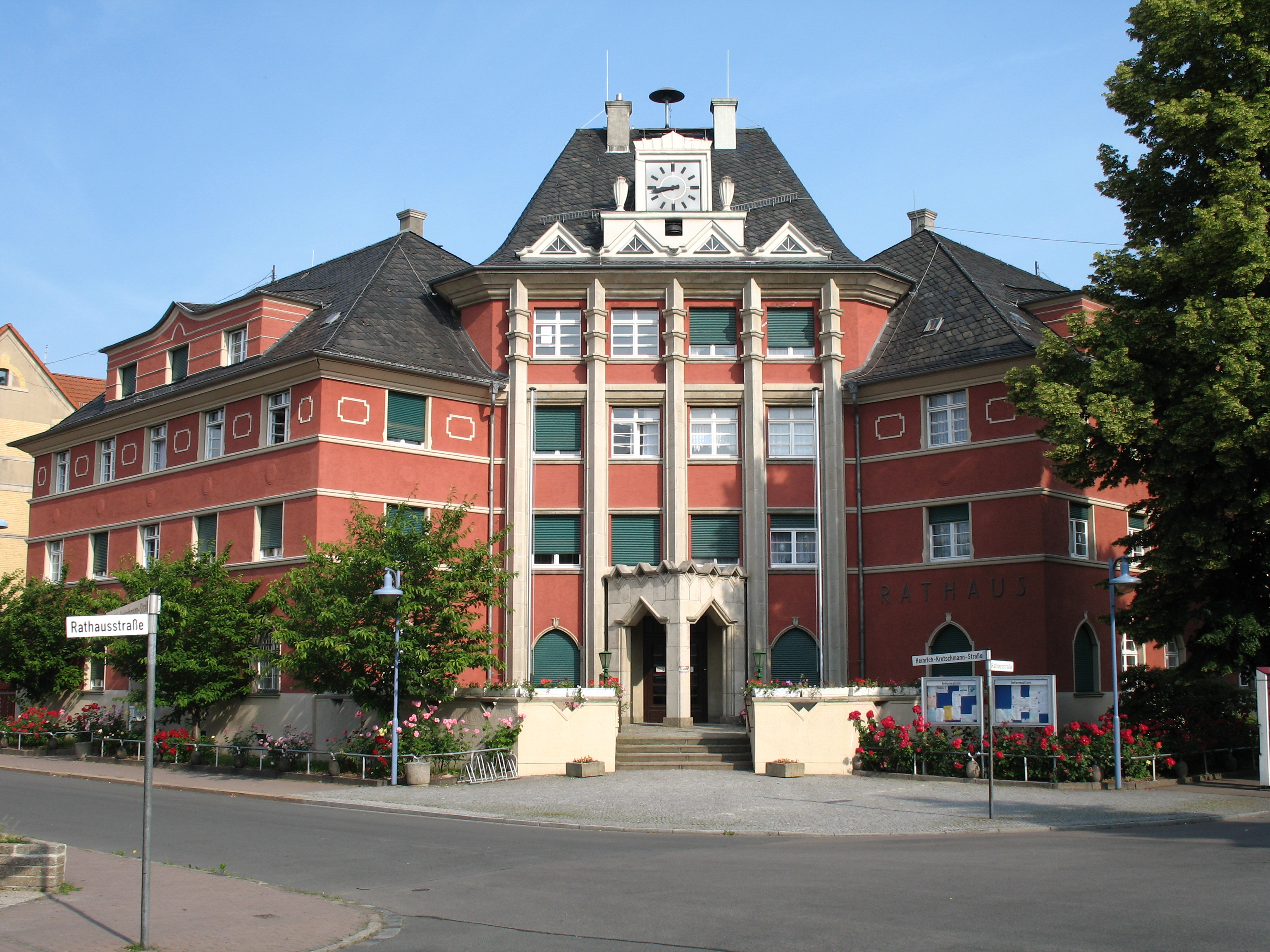
Ratusz w Borsdorf

Pierwsza pisemna wzmianka pochodzi z 1267 i znajduje się w katedrze w Merseburgu. W tym czasie miejscowość nazywała się Borsdorph.
W skład gminy wchodzą następujące miejscowości:
- Borsdorf
- Cunnersdorf
- Panitzsch
- Zweenfurth